# Инверсное радиолокационное синтезирование апертуры
Инверсное (обратное) радиолокационное синтезирование апертуры (англ. inverse synthetic-aperture radar, ISAR) — технология получения радиолокационных изображений (РЛИ), соответствующая случаю, когда с помощью неподвижного радара производится наблюдение за двигающимися или вращающимися целями. Эквивалентна применению технологии прямого синтеза в случае двигающегося радара и неподвижных целей.
Основным инструментом получения РЛИ при обратном синтезе апертуры является применение к сигналу, принятому радаром в результате зондирования, дискретного преобразования Фурье, в результате чего получается двумерная функция, имеющая в качестве измерений дальность и доплеровский сдвиг по частоте. При этом полученное РЛИ может иметь различные искажения вследствие поступательного и вращательного движений цели. Чтобы добиться фокусировки изображения, искажения можно компенсировать различными методами.

### На русском языке
- Методы обратного (инверсного) синтезирования апертуры // Теоретические и физические основы радиолокации и специального мониторинга / под общ. ред. И. Н. Ищука. — Красноярск: СФУ, 2016. — 292 с. — ISBN 978-5-7638-3389-8.

### На английском языке
- Chen V. C., Martorella M.. Inverse Synthetic Aperture Radar Imaging: Principles, Algorithms and Applications (англ.). — Edison, NJ: SciTech Publishing, 2014. — ISBN 978-1-61353-013-9.
- Özdemir C.. Inverse Synthetic Aperture Radar Imaging with MATLAB Algorithms (англ.). — 2nd ed. — John Wiley & Sons, 2021. — ISBN 9781119521334.